# 刘慎行
刘晟（?—?），字慎行，以字行，祖籍河间府（今河北省河间市），辽国（契丹）政治人物。

## 生平
他的前辈曾在唐朝为官，盧龍軍節度使劉怦五世孫。祖父刘守敬，在辽国任南京副留守。父亲劉景。刘慎行初任膳部員外郎、三司使。统和二十九年（1011年）三月，任参知政事、知南院枢密使事。五月，任南院枢密使。後進北府宰相、监修国史。聖宗在宴会場合多滥加賞罰，刘慎行奏谏，喜怒无常，滥加诛赏，聖宗下诏：宴饮时，有刑赏事，次日禀报执行。
开泰四年（1015年），刘慎行为都统，参加遠征高麗国，失军期获罪。开泰七年（1018年），免罪，刘慎行出任彰武军节度使。开泰九年（1020年）五月，在辽国的压力下，高丽向辽称臣纳贡，辽圣宗非常高兴，刘慎行任太子太傅，并授保节功臣。太平四年（1024年），转任順義軍節度使。太平五年（1025年），任遼興軍節度使。受保節功臣之号。

## 子
1. 劉一德（早逝）
2. 劉二玄（上京留守）
3. 劉三嘏（進士及第，尚同昌公主耶律八哥封駙馬都尉）
4. 劉四端（進士及第，尚仁寿公主耶律擘失封駙馬都尉，官至衛尉少卿，出使北宋，归国任枢密直学士）
5. 劉五常（三司使、武定軍節度使）
6. 劉六符